# NGC 2815
NGC 2815 (другие обозначения — ESO 497-32, MCG -4-22-6, UGCA 156, AM 0914-232, IRAS09140-2325, PGC 26157) — спиральная галактика с перемычкой (SBb) в созвездии Гидра.
Этот объект входит в число перечисленных в оригинальной редакции «Нового общего каталога».
В балдже галактики (в модели) наблюдается постоянная дисперсия звёздных скоростей, а в диске NGC 2815 дисперсия экспоненциально убывает.